# Serenity (Pornodarstellerin)

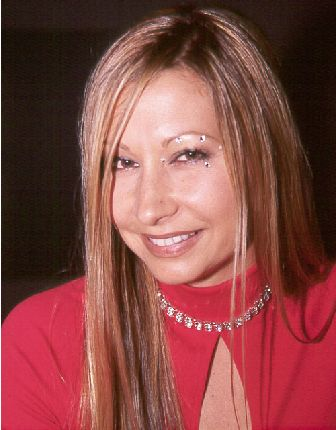
Serenity (2001)

Serenity (* 29. Oktober 1969 in Fort Leonard Wood, Missouri; auch Serenity Wilde) ist eine US-amerikanische Pornodarstellerin, Stripperin und Verlegerin.

## Leben und Wirken
Serenity wurde auf einer Militär-Basis geboren. Im Alter von 19 Jahren arbeitete sie als Teilzeit-Stripperin, um ihre Ballett-Ausbildung zu finanzieren. Im November 1993 gewann sie unter 180 Teilnehmern die „Topless Dancer“-Weltmeisterschaft und machte in der Folgezeit Furore als eine der besten Stripperinnen der Industrie. In Las Vegas trat sie mit ihrer eigenen Show im Riviera Hotel & Casino auf. Kurz darauf wurde sie von der Produktionsfirma Wicked Pictures unter Exklusiv-Vertrag genommen. 1995 bis 1997 war sie für die Choreographie und Performances der Eröffnungsszenen der AVN-Award-Show verantwortlich. Ihre erste Szene drehte sie 1996 mit ihrem Ehemann für den Film Temptation of Serenity.
Im Februar 1998 moderierte sie für den Sender E!Television die Aufzeichnung der Geburtstagsparty für Howard Stern. Danach arbeitete sie in der Printmedien-Branche, wo sie als Verlegerin des Deja Vu Showgirls Magazine regelmäßig Kolumnen und Artikel veröffentlicht. Mit nur 50 Filmen gilt Serenity als eine der am meisten respektierten Darstellerinnen. Sie ist auch Verlegerin eines Magazins sowie Geschäftsführerin eines Adult Stores in Las Vegas. Sie erhielt für ihre Darstellung in der Porno-Komödie Double Feature! den AVN Award als „Best Actress“. Sie wurde 2005 in die AVN Hall of Fame aufgenommen.

## Besondere Auszeichnungen
- 1997: Nightmoves Adult Award, „Best Actress“
- 1998: Nightmoves Adult Awards „Best Actress“
- 1998: Exotic Dancer Awards „Adult Film Entertainer of the Year“
- 2000: AVN Award „Best Actress – Video“ (Double Feature)[1]
- 2001: AVN Award „Best Actress – Video“ (Serenity is... M – Caught in the Act)
- XRCO Hall of Fame